# Bournos
Bournos ist eine französische Gemeinde mit 341 Einwohnern (Stand 1. Januar 2022) im Département Pyrénées-Atlantiques in der Region Nouvelle-Aquitaine (vor 2016: Aquitanien). Die Gemeinde gehört zum Arrondissement Pau und zum Kanton Terres des Luys et Coteaux du Vic-Bilh (bis 2015: Kanton Thèze).
Die Einwohner werden Bournosois und Bournosoises genannt.

## Geographie
Bournos liegt ca. 20 km nördlich von Pau in der Region Vic-Bilh des Béarn.
Umgeben wird der Ort von den Nachbargemeinden:
| Lonçon |                                             |       |
| Aubin  | Kompassrose, die auf Nachbargemeinden zeigt | Doumy |
|        | Caubios-Loos                                |       |

Bournos liegt im Einzugsgebiet des Flusses Adour. Der Riumayou, ein Nebenfluss des Luy, fließt an der östlichen Grenze des Gemeindegebiets entlang. Zwei Nebenflüsse des Luy de Béarn, Aubiosse und Gez, entspringen im Gebiet der Kommune.

## Geschichte
Die Pfarrgemeinde von Bournos wurde am Ende des 11. Jahrhunderts an den Bischof von Lescar gegeben. In der Folge war die Gemeinde abhängig von einer Grundherrschaft, die zum Baronat von Doumy gehörte, Vasall des Vicomtes von Béarn.
In der Volkszählung des Béarn von 1385 wurden in Bornos 3 Haushalte gezählt und vermerkt, dass die Gemeinde in der Bailliage von Pau liegt. Eine weitere Erwähnung notierte Paul Raymond, Archivar und Historiker des 19. Jahrhunderts, im Zusammenhang mit der Ortskirche Sent Julhia de Borhos durch Notare von Larreule im Jahre 1481.
1880 gab es eine Ziegelei in Bournos, eine wirtschaftliche Aktivität jenseits der sonst von der fruchtbaren Erde profitierenden Landwirtschaft.

### Einwohnerentwicklung
Nach einem vorläufigen Höchststand der Einwohnerzahl in der Mitte des 19. Jahrhunderts mit über 400 Einwohnern reduzierte sich die Zahl in Wellen bis zu den 1970er Jahren um rund 60 %. Seitdem steigt sie wieder an und hat sich bis heute seitdem mehr als verdoppelt.
| Jahr      | 1962 | 1968 | 1975 | 1982 | 1990 | 1999 | 2006 | 2009 | 2022 |
| --------- | ---- | ---- | ---- | ---- | ---- | ---- | ---- | ---- | ---- |
| Einwohner | 179  | 160  | 159  | 191  | 231  | 257  | 277  | 329  | 341  |

## Sehenswürdigkeiten

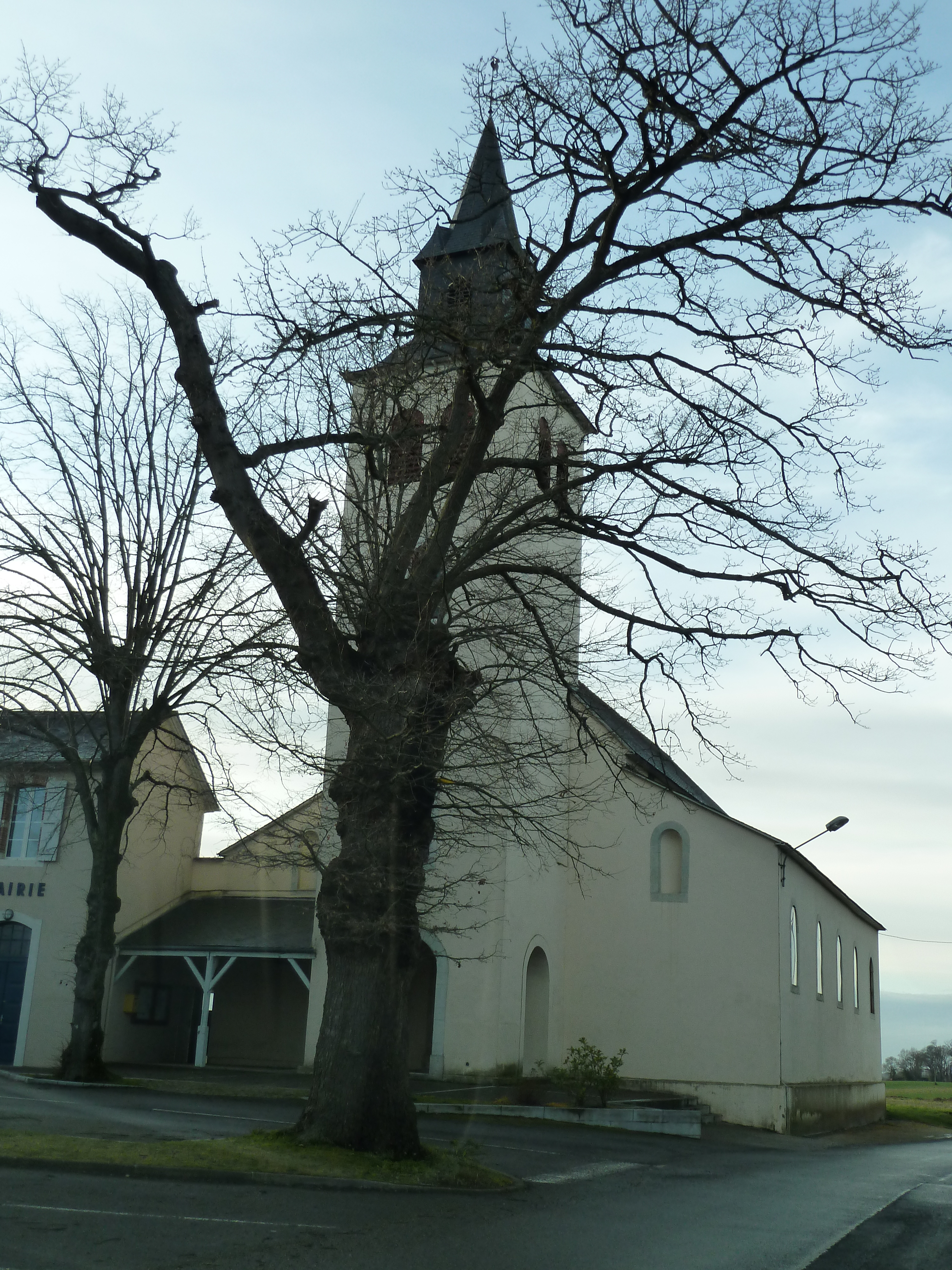
Kirche Saint-Julien d’Antioche

- Kirche Saint-Julien-d’Antioche, gewidmet Julian von Tarsus. Am Ende des 11. Jahrhunderts schenkte der Vicomte von Béarn die damalige Kirche dem Bischof von Lescar. Das heutige dreischiffige Langhaus mit einem Glockenturm über dem Eingang ist ein Neubau aus dem Jahre 1869.[7]

## Wirtschaft und Infrastruktur
Neben der traditionell wichtigen Landwirtschaft wird die Wirtschaft der Gemeinde auch im zunehmenden Maße von Handel und Dienstleistungen bestimmt.

### Verkehr
Bournos ist angeschlossen an die Routes départementales 206, 208 und 210 und ist über eine Linie des Busnetzes Transports 64 mit anderen Gemeinden des Départements verbunden.
Die Autoroute A65, genannt Autoroute de Gascogne, durchquert das Gemeindegebiet, allerdings ohne direkte Ausfahrt zum Ort.